# Diboll
Diboll is een plaats (city) in de Amerikaanse staat Texas, en valt bestuurlijk gezien onder Angelina County.

## Demografie
Bij de volkstelling in 2000 werd het aantal inwoners vastgesteld op 5470.
In 2006 is het aantal inwoners door het United States Census Bureau geschat op 5501, een stijging van 31 (0.6%).

## Geografie
Volgens het United States Census Bureau beslaat de plaats een oppervlakte van
12,5 km², waarvan 12,4 km² land en 0,1 km² water. Diboll ligt op ongeveer 59 m boven zeeniveau.

## Plaatsen in de nabije omgeving
De onderstaande figuur toont nabijgelegen plaatsen in een straal van 24 km rond Diboll.